# Barbara Pferdehirt
Barbara Pferdehirt, auch Barbara Oldenstein-Pferdehirt, (* April 1949) ist eine deutsche Provinzialrömische Archäologin. Sie war Direktorin der Abteilung Römerzeit am Römisch-Germanischen Zentralmuseum in Mainz.
Pferdehirt studierte von 1967 bis 1974 Provinzialrömische Archäologie, Alte Geschichte sowie Vor- und Frühgeschichte an den Universitäten von Bonn und Frankfurt am Main. Am 26. Juni 1974 wurde sie an der Frankfurter Johann Wolfgang Goethe-Universität mit der Dissertation Die Keramik des Kastells Holzhausen promoviert. Ab 1. Juli 1974 war sie als Wissenschaftliche Hilfskraft und bereits ab 1. Oktober 1974 als Wissenschaftliche Referentin an der Römisch-Germanischen Kommission des Deutschen Archäologischen Instituts in Frankfurt am Main beschäftigt. Vom 29. Juli 1981 bis 31. März 1982 gehörte sie als Wissenschaftliche Rätin der Kommission an.
Am 1. April 1982 erhielt sie eine Anstellung als Wissenschaftliche Konservatorin am Römisch-Germanischen Zentralmuseum in Mainz. In dieser Stellung blieb Pferdehirt bis 1989. Von 1990 bis 2004 war sie die erste Leiterin des neugegründeten Forschungsbereichs Antike Schifffahrt des Römisch-Germanischen Zentralmuseums. Sie leitete den Umbau der ehemaligen Lokomotiv-Reparaturwerkstätte der Hessischen Ludwigs-Eisenbahn zum 1994 eingeweihten Museum für Antike Schifffahrt und kümmerte sich um dessen inhaltliche Präsentation. Am 1. September 2004 wurde Pferdehirt zur Direktorin der Abteilung Römerzeit des Römisch-Germanischen Zentralmuseums ernannt und führte von 1994 bis 2013 auch das Gästehaus des Römisch-Germanischen Zentralmuseums. Am 30. April 2014 ging sie in den Ruhestand.
Pferdehirt ist korrespondierendes Mitglied des Deutschen Archäologischen Instituts und war ab 19. September 2003 im Kuratorium beziehungsweise im Wissenschaftlichen Beirat des Deutschen Schifffahrtsmuseums Bremerhaven. Sie ist außerdem Mitglied der Archäologischen Trier-Kommission. Darüber hinaus hatte sie am 1. Februar 1980 die Redaktion der Fachzeitschrift Germania übernommen und war bereits zuvor für die Reihen Limesforschungen sowie Corpus Signorum Imperii Romani tätig. Bis zu ihrem Ausscheiden aus dem Dienst der Römisch-Germanischen Kommission 1982 besorgte sie die Redaktionen der Germania und der Limesforschungen.
Zu ihren Arbeitsschwerpunkten zählen die Sigillataforschung, römische Wirtschaftsgeschichte, römische Militärgeschichte, römisches Recht sowie römische Stadtentwicklung.

## Schriften

### Monographien
- Römische Militärdiplome und Entlassungsurkunden in der Sammlung des Römisch-Germanischen Zentralmuseums (= Kataloge vor- und frühgeschichtlicher Altertümer 37). 2 Bände, Römisch-Germanisches Zentralmuseum, Mainz 2004, ISBN 3-88467-086-7.
- Die Rolle des Militärs für den sozialen Aufstieg in der Römischen Kaiserzeit (= Monographien des Römisch-Germanischen Zentralmuseums Mainz 49). Habelt, Bonn 2002, ISBN 3-88467-069-7, DOI:10.11588/propylaeum.1359 (Open Access).
- mit Allard Mees: Römerzeitliche Schiffsfunde in der Datenbank „Navis“ I (= Kataloge vor- und frühgeschichtlicher Altertümer 29). Römisch-Germanischen Zentralmuseum, Mainz 2002, ISBN 3-88467-063-8
- Das Museum für Antike Schiffahrt I. Römisch-Germanisches Zentralmuseum, Mainz 1995, ISBN 3-88467-033-6.
- Die Keramik des Kastells Holzhausen (zugleich Dissertation Universität Frankfurt am Main 1974) (= Limesforschungen 16). Mann, Berlin 1976. ISBN 3-7861-1070-0

### Herausgeberschaften
- mit Markus Scholz (Hrsg.): Bürgerrecht und Krise. Die Constitutio Antoniniana 212 n. Chr. und ihre innenpolitischen Folgen. Begleitbuch zur Ausstellung im Römisch-Germanischen Zentralmuseum 20. September 2012 bis 1. Januar 2013 (= Mosaiksteine. Forschungen am Römisch-Germanischen Zentralmuseum, Bd. 9). Verlag des Römisch-Germanischen Zentralmuseums, Mainz 2012, ISBN 978-3-88467-195-5.
- Die Entstehung einer gemeinsamen Kultur in den Nordprovinzen des Römischen Reiches von Britannien bis zum Schwarzen Meer. Das EU-Projekt „Transformation“. Begleitband zur Ausstellung Im Schutz des Limes im Römisch-Germanischen Zentralmuseum (= Mosaiksteine, Forschungen am Römisch-Germanischen Zentralmuseum 3). Mainz 2007, ISBN 978-3-7954-1858-8.